# Hesperantha
Die Hesperantha sind eine Pflanzengattung in der Familie der Schwertliliengewächse (Iridaceae). Die Gattung enthält etwa 79 bis 91 Arten. Der Gattungsname Hesperantha leitet sich aus den altgriechischen Wörtern ἑσπέρα hespera für „Abend“ und ἄνθος ánthos für „Blüte“ oder „Blume“ ab, also „Abendblüte“, weil bei vielen Arten sich die Blüten abends öffnen.

## Beschreibung
Hesperantha-Arten wachsen als laubabwerfende, ausdauernde, krautige Pflanzen. Diese Geophyten bilden kleine Knollen, mit harten Umhüllungen („Tunika“), als Überdauerungsorgane aus; nur Hesperantha coccinea bildet statt Knollen Rhizome. Die meisten Arten erreichen höchstens Wuchshöhen von 15 bis 20 cm.
Blätter gibt es je nach Regenzeit des Heimatgebietes im Winter oder Sommer. Die grundständigen, aufrechten bis ausgebreiteten Laubblätter sind einfach, flach und parallelnervig; die Form ist variabel. Der Blattrand ist glatt.
Die endständigen, ährigen Blütenstände sind schlank bis kompakt. Es sind Tragblätter vorhanden. Auffällig ist, dass die Blüten aller Arten relativ gleich aufgebaut sind und außer der Farbe ziemlich gleich aussehen. Die relativ kleinen Blüten sind zwittrig, dreizählig und meist radiärsymmetrisch bis schwach zygomorph. Es sind zwei Kreise mit je drei meist 10 bis 25 mm, selten bis 37 mm langen Blütenhüllblättern vorhanden, die in beiden Kreisen fast gleichgeformt sind. Die Blütenhüllblätter sind röhrig verwachsen. Der freie Bereich der Blütenhüllblätter ist sternförmig ausgebreitet. Die Farben der Blütenhüllblätter reichen von weiß über cremefarben bis gelb und von rot über rosa- und purpurfarben bis blau, manchmal mit dunkleren Zeichnungen. Es ist nur ein Kreis mit drei fertilen Staubblättern vorhanden. Drei Fruchtblätter sind zu einem unterständigen Fruchtknoten verwachsen. Der Griffel teilt oberhalb der Blütenhüllblattröhre in drei lange Äste. Bei vielen Arten öffnen sich die Blüten erst am späten Nachmittag oder frühen Abend (daher der botanische Name) und schließen sich im Morgengrauen, ihre Blütenhüllblätter sind weiß bis cremefarben und bei vielen der nachtblühenden Arten der Winterregengebiete duften die Blüten stark.
Die dreifächerigen Kapselfrüchte enthalten viele Samen. Die kleinen Samen sind hell- bis dunkel-braun.

## Verbreitung
Hesperantha-Arten sind nur in Afrika südlich der Sahara beheimatet. Ihr Verbreitungsgebiet erstreckt sich von Namaqualand bis ins Ostkap, Natal und Transvaal. Das Zentrum der Artenvielfalt ist in der Capensis, das Gebiet des Nord- und Westkaps. 42 Arten gedeihen in Gebieten mit Winterregen und 37 Arten gedeihen in Gebieten mit Sommerregen. Vier Arten sind im tropischen Afrika beheimatet.
Durch reiche Samenproduktion und gute Keimergebnisse neigen sie zum verwildern und stellen in manchen Gebieten der Welt Invasive Pflanzen dar.

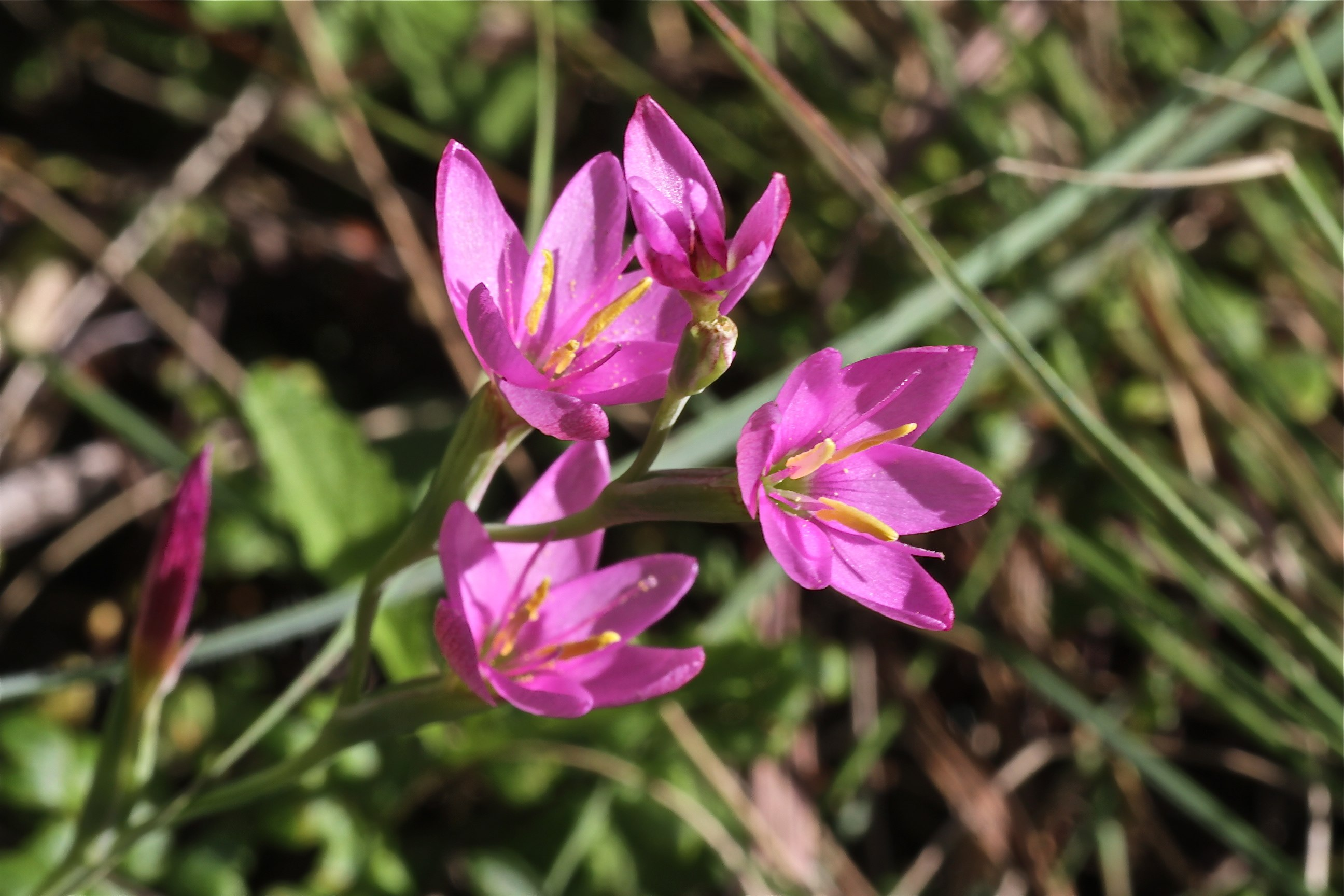
Hesperantha baurii

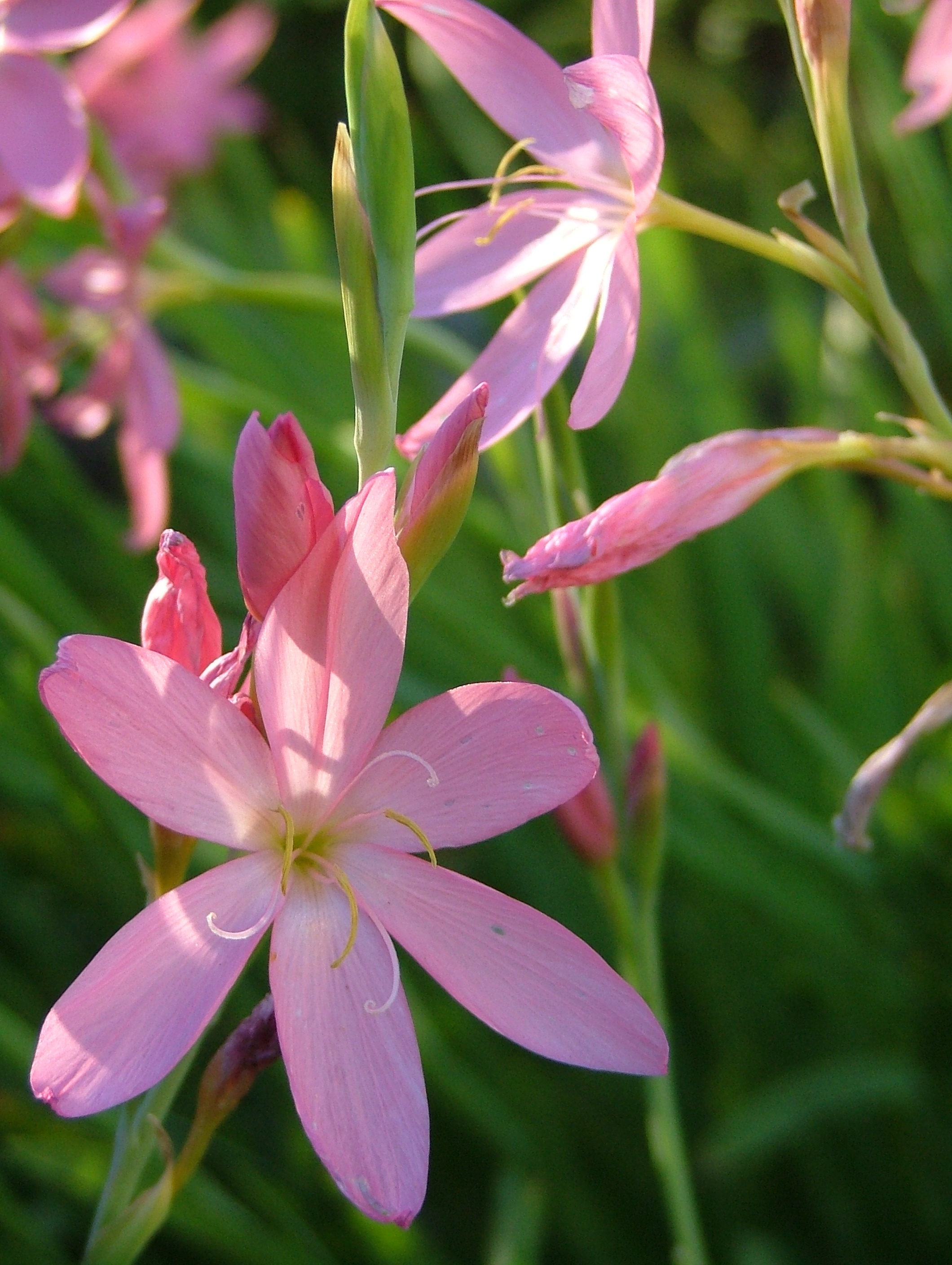
Ausschnitt eines Blütenstandes einer Hesperantha coccinea-Sorte. Gut zu erkennen sind die drei Staubblätter und die drei langen Griffeläste.

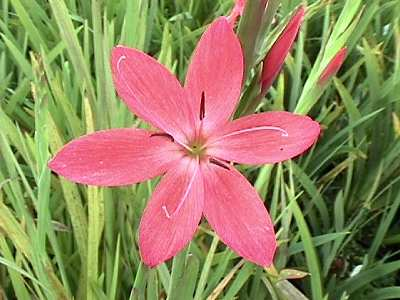
Blüte der Hesperantha coccinea-Sorte 'Viscountess Byng'

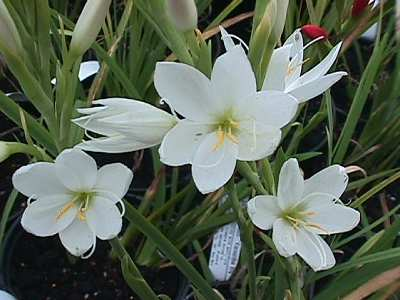
Hesperantha coccinea-Sorte 'Alba'

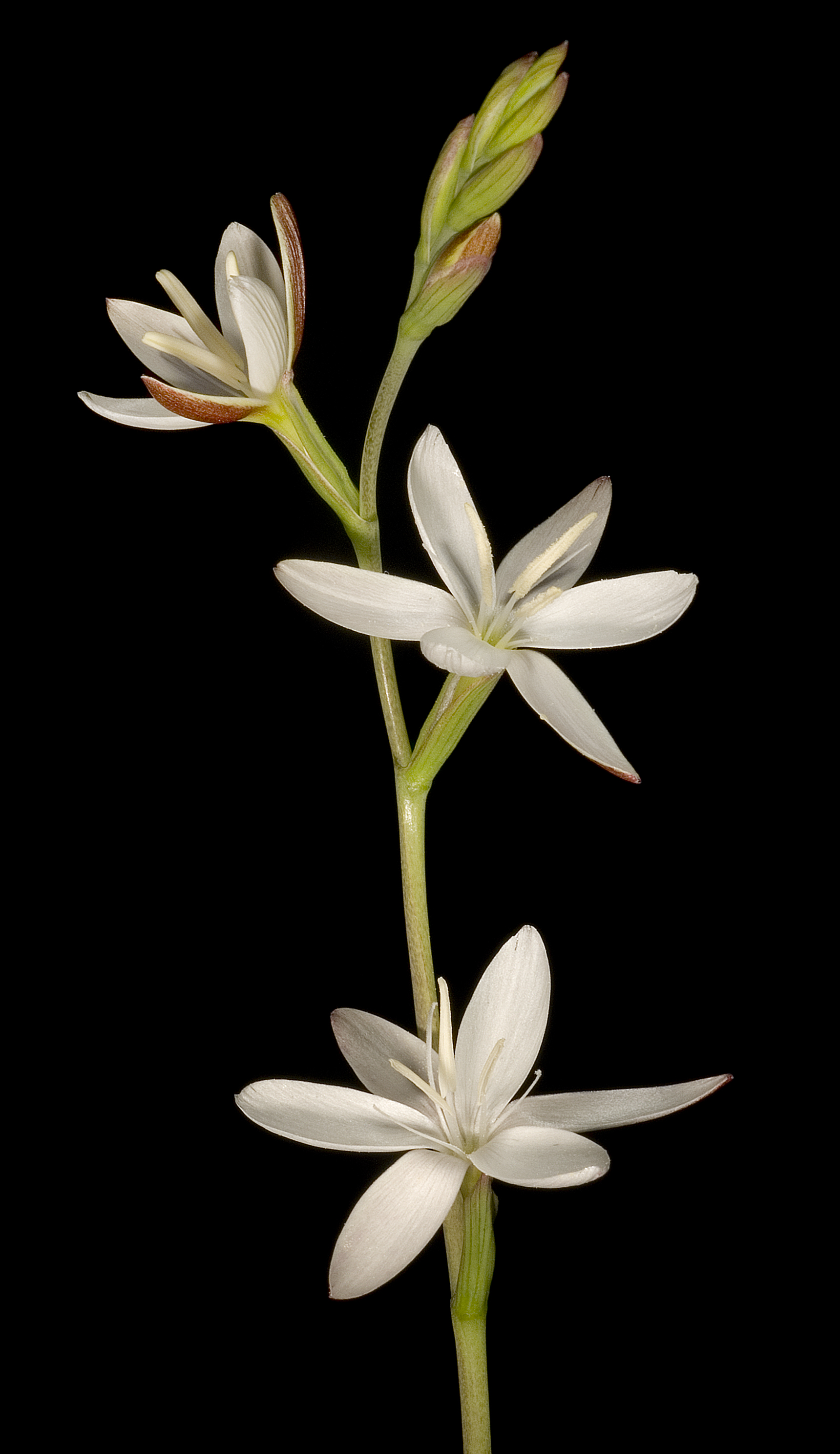
Hesperantha falcata

## Systematik
Die Gattung Hesperantha gehört zur Tribus Croceae (Syn.: Ixieae) in der Unterfamilie der Crocoideae innerhalb der Familie der Schwertliliengewächse (Iridaceae). Die Erstveröffentlichung der Gattung Hesperantha erfolgte 1805 durch John Bellenden Ker Gawler in Annals of Botany, 1, 224. Ein Synonym für Hesperantha L. ist: Schizostylis Backh. & Harv.
In Novon, Volume 6, Nr. 3, 1996 stellten Goldblatt & Manning Schizostylis coccinea als Hesperantha coccinea in die Gattung Hesperantha; eine monotypische Gattung Schizostylis konnte nicht aufrechterhalten werden.
Die Gattung Hesperantha wird in drei Sektionen gegliedert (Goldblatt 2003):
Sektion Concentrica Goldblatt: Mit etwa 62 Arten.
Sektion Hesperantha Goldblatt: Mit acht Arten.
Sektion Radiata Goldblatt: Mit neun Arten.
Es gibt etwa 79 bis 91 Hesperantha-Arten:
- Hesperantha acuta (Licht. ex Roem. & Schult.) Ker Gawl.
- Hesperantha alborosea Hilliard & B.L.Burtt
- Hesperantha altimontana Goldblatt
- Hesperantha angusta (Willd.) Ker Gawl.
- Hesperantha bachmannii Baker
- Hesperantha ballii Wild
- Hesperantha baurii Baker
- Hesperantha bifolia Baker
- Hesperantha brevicaulis (Baker) G.J.Lewis
- Hesperantha brevifolia Goldblatt
- Hesperantha brevistyla Goldblatt
- Hesperantha bulbifera Baker
- Hesperantha candida Baker
- Hesperantha cedarmontana Goldblatt
- Hesperantha ciliolata Goldblatt
- Hesperantha cinnamomea (L. f.) Ker Gawl.
- Sumpfgladiole, Wassergladiole, Kaffernlilie oder noch aus der Zeit als es eine monotypische Gattung war: Roter Sumpfspaltgriffel, Spaltgriffel, Sumpfspaltgriffel (Hesperantha coccinea (Backh. & Harv.) Goldblatt & J.C.Manning, Syn.: Schizostylis coccinea Backh. & Harv. – Schizostylis = Spaltgriffel)
- Hesperantha crocopsis Hilliard & B.L.Burtt
- Hesperantha cucullata Klatt
- Hesperantha curvula Hilliard & B.L.Burtt
- Hesperantha debilis Goldblatt
- Hesperantha decipiens Goldblatt
- Hesperantha dolomitica Goldblatt & J.C.Manning
- Hesperantha elsiae Goldblatt
- Hesperantha erecta (Baker) Benth. ex Baker
- Hesperantha eremophila Goldblatt & J.C.Manning
- Hesperantha exiliflora Goldblatt
- Hesperantha falcata (L. f.) Ker Gawl.
- Hesperantha fibrosa Baker
- Hesperantha filiformis Goldblatt & J.C.Manning
- Hesperantha flexuosa Klatt
- Hesperantha glabrescens Goldblatt
- Hesperantha glareosa Hilliard & B.L.Burtt
- Hesperantha gracilis Baker
- Hesperantha grandiflora G.J.Lewis
- Hesperantha hantamensis Schltr. ex R.C.Foster
- Hesperantha helmei Goldblatt & J.C.Manning
- Hesperantha humilis Baker
- Hesperantha hutchingsiae Hilliard & B.L.Burtt
- Hesperantha huttonii (Baker) Hilliard & B.L.Burtt
- Hesperantha hygrophila Hilliard & B.L.Burtt
- Hesperantha inconspicua (Baker) Goldblatt
- Hesperantha ingeliensis Hilliard & B.L.Burtt
- Hesperantha juncifolia Goldblatt
- Hesperantha karooica Goldblatt
- Hesperantha kiaratayloriae Goldblatt & J.C.Manning
- Hesperantha lactea (Klatt) M.P.de Vos
- Hesperantha laxifolia Goldblatt & J.C.Manning
- Hesperantha leucantha Baker
- Hesperantha lithicola J.C.Manning & Goldblatt
- Hesperantha longicollis Baker
- Hesperantha longistyla J.C.Manning & Goldblatt
- Hesperantha longituba (Klatt) Baker
- Hesperantha luticola Goldblatt
- Hesperantha malvina Goldblatt
- Hesperantha marlothii R.C.Foster
- Hesperantha minima (Baker) R.C.Foster
- Hesperantha modesta Baker
- Hesperantha montigena Goldblatt
- Hesperantha muirii (L.Bolus) G.J.Lewis
- Hesperantha namaquana Goldblatt
- Hesperantha oligantha (Diels) Goldblatt
- Hesperantha pallescens Goldblatt
- Hesperantha palustris Goldblatt & J.C.Manning
- Hesperantha pauciflora (Baker) G.J.Lewis
- Hesperantha petitiana (A.Rich.) Baker (Syn.: Ixia petitiana A.Rich.): Sie kommt von Äthiopien bis Simbabwe und in Kamerun vor.[1]
- Hesperantha pilosa (L.f.) Ker Gawl.
- Hesperantha pseudopilosa Goldblatt
- Hesperantha pubinervia Hilliard & B.L.Burtt
- Hesperantha pulchra Baker
- Hesperantha purpurea Goldblatt
- Hesperantha quadrangula Goldblatt
- Hesperantha radiata (Jacq.) Ker Gawl.
- Hesperantha rivulicola Goldblatt
- Hesperantha rupestris N.E.Br. ex R.C.Foster
- Hesperantha rupicola Goldblatt
- Hesperantha saldanhae Goldblatt
- Hesperantha saxicola Goldblatt
- Hesperantha schelpeana Hilliard & B.L.Burtt
- Hesperantha schlechteri (Baker) R.C.Foster
- Hesperantha scopulosa Hilliard & B.L.Burtt
- Hesperantha secunda Goldblatt & J.C.Manning
- Hesperantha similis (N.E.Br.) R.C.Foster
- Hesperantha spicata (Burm. f.) N.E.Br.
- Hesperantha stanfordiae L.Bolus
- Hesperantha stenosiphon Goldblatt
- Hesperantha sufflava Goldblatt
- Hesperantha teretifolia Goldblatt
- Hesperantha truncatula Goldblatt
- Hesperantha umbricola Goldblatt
- Hesperantha vaginata (Sweet) Goldblatt
- Hesperantha woodii Baker

## Verwendung
Einige Sorten werden als Zierpflanzen verwendet.